# Казенас, Владимир Лонгинович
Владимир Лонгинович Казенас (1941—2024) — казахстанский и советский энтомолог, доктор биологических наук, крупный специалист по роющим осам, гименоптеролог, профессор, заведующий лабораторией энтомологии в Институте зоологии Казахстанской национальной академии наук (Алматы, Казахстан), открыл и описал десятки новых для науки видов насекомых, автор более 30 научно-популярных и научных книг.

## Биография
- Родился 14 апреля 1941 года в Алма-Ате (Казахстан)[3][4][5]. Родители: Скокова Таисия Григорьевна (23.05.1911 — 07.03.2003) и Казенас Лонгин Дамазиевич (04.10.1909 — 22.12.1993), дед — Казенас Дамазий Адамович (21.05.1873 — 14.08.1925), прабабушка — Kazileviciute-Kazeniene Apolonija[6].
- 1958—1963 — закончил биологический факультет в Казахском государственном университете (Алма-Ата).
- 1965—1969 — аспирантура (Зоологический институт АН СССР, Ленинград и Институт зоологии АН КазССР, Алма-Ата, защита диссертации кандидата биологических наук на тему «Роющие осы Юго-Восточного Казахстана».
- 1969—1995 — научный сотрудник в Институте зоологии Казахстанской национальной академии наук (Алматы, Казахстан): младший научный сотрудник (1969—1972), старший научный сотрудник (1972—1986), ведущий научный сотрудник (1986—1992), главный научный сотрудник (1992−1995)
- 1987 — защита докторской диссертации на тему «Роющие осы (Hymenptera, Sphecidae) Средней Азии и Казахстана. Фауна, систематика, биология и практическое значение» (ЗИН РАН, Ленинград).
- с 1995 — заведующий лабораторией энтомологии в Институте зоологии Казахстанской национальной академии наук (Алматы, Казахстан)
- 2001 — получил звание профессора[3].

Умер 25 мая 2024 года.

## Основные труды
Исследовал фауну, биологию и систематику насекомых Казахстана и Средней Азии, участник многих экспедиций и составления Красной книги Казахстана (1990—1991, 1995—1996). Крупный специалист по роющим осам из семейств Sphecidae и Crabronidae, открыл и описал десятки новых для науки видов насекомых.
Опубликовал около 200 научных работ, более 30 книг (в том числе, 8 монографий и 4 учебных пособий).

### Книги
- Казенас, В. Л. . Роющие осы Казахстана и Средней Азии. Определитель. — Алма-Ата: Наука, 1978. — 172 с. — 700 экз.
- Казенас В. Л. . Роющие осы-церцерисы Средней Азии и Казахстана. — Алма-Ата: Наука, 1984. — 232 с. — 700 экз.
- Казенас В. Л. . Роющие осы (Hymenoptera, Sphecidae) Казахстана и Средней Азии, их морфология, биология, распространение, систематика и хозяйственное значение: Дис. докт. биол. наук, приложение.. — Алма-Ата, 1986. — 157 с.
- Казенас В. Л. . Биология роющих ос (Hymenoptera, Sphecidae) Казахстана и Средней Азии. — Алма-Ата, 1987. — 143 с.
- Казенас В. Л. . Роющие осы (Hymenoptera, Sphecidae). Вып. 1. Общая характеристика семейства. Подсемейства Ampulicinae, Sphecinae. — Алматы, 1998. — 377 с. — (Фауна Казахстана. Т. 9.).
- Казенас В. Л. . Роющие осы (Hymenoptera, Sphecidae) Казахстана. Вып. 2. Подсемейства Pemphredoninae и Astatinae. — Алматы, 2000. — 320 с.
- Казенас, В. Л. . Фауна и биология роющих ос (Hymenoptera, Sphecidae) Казахстана и Средней Азии. — КазгосИНТИ, 2001. — 334 с. — 300 экз. — ISBN 9965-466-31-9.
- Казенас, В. Л. . Роющие осы (Hymenoptea, Sphecidae) Казахстана. —  , 2002 . — 176 с. — (Tethys Entomol. Res. — Vol. 4). — 1000 экз. — ISBN 9965-9151-8-0.
- Казенас В. Л., Николаев Г. В. . Членистоногие, опасные для здоровья и жизни человека. — Алматы, 2004.
- Митяев И. Д., Ященко Р. В., Казенас В. Л. . Удивительный мир беспозвоночных. По страницам Красной книги Казахстана. — Алматы, 2005.
- Казенас В. Л., Романенко Н. Г. . Основная литература о насекомых Казахстана и сопредельных территорий. Ч. 1-3. — Алматы, 2006.
- Казенас В. Л., А.В. Громов, В.А. Тимоханов. Опасные членистоногие Казахстана. — Алматы: «Китап», 2007. — 128 с. — (Мир беспозвоночных животных).
- Казенас В. Л. . Опасные животные Казахстана. — Алматы, 2007.
- Казенас В. Л., Байжанов М. Х. . Насекомые Кургалжынского заповедника и прилегающих территорий. — Алматы: «Нур-Принт», 2009. — 270 с. — 500 экз. — ISBN 9965-32-989-3.
- Казенас В. Л., Жданко А. Б. . По Илейскому Алатау. Ч. 1. Путешествия по хребтам и ущельям. Алматы, 2012.
- Казенас В. Л. . Птицы города Алматы. — Алматы, 2012.
- Чильдебаев М. К., Казенас В. Л. . Прямокрылые (тип Членистоногие, класс Насекомые). — Алматы, 2013.
- Казенас В. Л. . Роющие осы. — Алматы, 2013.
- Колов С. В., Казенас В. Л. . Жуки-нарывники. — Алматы: «Нур-Принт», 2013. — 110 с. — (Животные Казахстана в фотографиях).
- Казенас В. Л. . Животные Коргалжынского заповедника. — Алматы, 2013. — (Животные Казахстана в фотографиях).
- Казенас В. Л., Жданко А. Б. . Бабочки: белянки и голубянки. — Алматы: «Нур-Принт», 2013. — 160 с. — (Животные Казахстана в фотографиях).
- Казенас В. Л., Жданко А. Б. . Бабочки: нимфалиды и сатириды. — Алматы: «Нур-Принт», 2013. — 121 с. — (Животные Казахстана в фотографиях).
- Казенас В. Л., Жданко А. Б. . Животные Илейского Алатау. — Алматы: «Нур-Принт», 2013. — (Животные Казахстана в фотографиях).
- Есенбекова П. А., Казенас В. Л. . Полужесткокрылые. — Алматы: «Нур-Принт», 2013. — 192 с. — (Животные Казахстана в фотографиях).
- Жданко А. Б., Казенас В. Л. . Дневные бабочки Семиречья. — Алматы: «Нур-Принт», 2014. — 214 с. — (Животные Казахстана в фотографиях).
- Казенас В. Л. и др. Стрекозы. — Алматы: «Нур-Принт», 2014. — 176 с. — (Животные Казахстана в фотографиях).
- Казенас В. Л. . Насекомые Алтын-Эмельского национального парка. — Алматы, 2014. — 280 с. — (Животные Казахстана в фотографиях).
- Казенас В. Л. . Насекомые Казахстана (основные отряды). — Алматы: «Нур-Принт», 2014. — 147 с. — (Животные Казахстана в фотографиях).
- Казенас В. Л. . Насекомые Каратауского заповедника (Южный Казахстан). — Алматы: «Нур-Принт», 2014. — 252 с. — (Животные Казахстана в фотографиях).
- Казенас В. Л. . Насекомые Чарынского национального парка. — Алматы: «Нур-Принт», 2014. — 160 с. — (Животные Казахстана в фотографиях).
- Казенас В. Л., Баркалов А. В. . Мухи-журчалки. — Алматы: «Нур-Принт», 2014. — 81 с. — (Животные Казахстана в фотографиях).
- Казенас В. Л., Егоров П. В. . Бабочки: Пяденицы и Совки. — Алматы: «Нур-Принт», 2014. — 92 с. — (Животные Казахстана в фотографиях).
- Казенас В. Л., Есенбекова П. А. . Насекомые Сайрам-Угамского национального парка. — Алматы: «Нур-Принт», 2014. — 178 с. — (Животные Казахстана в фотографиях).

### Некоторые статьи
- Казенас, B. Л. Осы уничтожают саранчу / B. Л. Казенас // Природа. — 1965. — № 11. — С. 108.
- Казенас, B. Л. К биологии роющей осы Ammophila (Eremochares) dives Brülle (Hymenoptera, Sphecidae) / B.JI. Казенас // Энтомологическое обозрение. — 1970. — Т. 49. — вып. 2. — С. 292—302.
- Казенас, В. Л. Распределение видов роющих ос (Hymenoptera, Sphecidae) Казахстана и Средней Азии по биотопам, ландшафтным зонам и горным поясам / В. Л. Казенас // Известия АН КазССР. Сер. биологич. — 1987. — вып. 6. — С. 23-25.
- Казенас, В. Л. Типы гнезд у роющих ос Казахстана и их эволюционные отношения / В. Л. Казенас // Успехи энтомологии в СССР: насекомые перепончатокрылые и чешуекрылые. Материалы X съезда ВЭО. — Ленинград, 1990. — С. 57-59.
- Казенас, В. Л. Сцелифрон Шестакова. Сфекс желтокрылый. Прионикс Хаберхауэра. Прионикс траурный / В. Л. Казенас // Красная книга Казахской ССР. — Т. 1. — Животные. — Алма-Ата: Гылым, 1991. — С. 418—425.
- Казенас В. Л. Ночевочные скопления роющих ос (Hymenoptera, Sphecidae) в Юго-Восточном Казахстане / В. Л. Казенас, В. И. Тобиас // Энтомологическое обозрение. — 1992. — Т. 71. — вып. 1. — С. 28-31.